# Chiesa di San Martino (Bessude)
La chiesa di San Martino è un edificio religioso situato a Bessude, centro abitato della Sardegna nord-occidentale.

Consacrata al culto cattolico è sede dell'omonima parrocchia e fa parte dell'arcidiocesi di Sassari.

La chiesa risale ai primi anni del XVII secolo; edificata in stile gotico presenta una navata centrale sulla quale si aprono diverse cappelle laterali.